# Pyrrosia distichocarpa
 (juillet 2024).
Espèce
Pyrrosia distichocarpa est une espèce de fougères de la famille des Polypodiaceae.

## Description
Pyrrosia distichocarpa est un épiphyte.

## Habitat et répartition
Pyrrosia distichocarpa pousse principalement dans le biome tropical humide. L'aire de répartition indigène de cette espèce est Sumatra.

## Systématique
Le nom correct complet avec auteur de ce taxon est Pyrrosia distichocarpa (Mett.) K.H.Shing (d).
L'espèce a été initialement classée dans le genre Polypodium sous le basionyme Polypodium distichocarpum Mett..
Pyrrosia distichocarpa a pour synonymes :
- Cyclophorus distichocarpus (Mett.) C.Chr.
- Cyclophorus grandis Ridl.
- Cyclophorus winkleri Rosenst.
- Niphobolus distichocarpus (Mett.) Giesenh.
- Niphobolus distichocarpus (Mett.) Giesenh. ex Diels
- Polypodium distichocarpum Mett.
- Pyrrosia winkleri (Rosenst.) Tagawa